# Selah B. Strong
Selah Brewster Strong (* 1. Mai 1792 in Brookhaven, New York; † 29. November 1872 in Setauket, New York) war ein US-amerikanischer Jurist und Politiker. Zwischen 1843 und 1845 vertrat er den Bundesstaat New York im US-Repräsentantenhaus.

## Werdegang
Selah Brewster Strong wurde ungefähr neun Jahre nach dem Ende des Unabhängigkeitskrieges in Brookhaven geboren. Er genoss eine gute Schulbildung und graduierte 1811 am Yale College. Danach studierte er Jura und begann nach dem Erhalt seiner Zulassung als Anwalt in New York City zu praktizieren. Während des Britisch-Amerikanischen Kriegs diente er als Ensign und Quartiermeister im zehnten Regiment der dritten Brigade der New York City und County Truppen. 1815 wurde er zuerst zum Lieutenant und dann zum Captain befördert. Zwei Jahre nach dem Ende des Krieges war er ein Jahr lang als Master am New York Court of Chancery tätig. Er zog 1820 nach Brookhaven zurück. Mit Ausnahme von neun Monaten im Jahr 1830 war er zwischen 1821 und 1847 als Bezirksstaatsanwalt in Suffolk County tätig. Während dieser Zeit heiratete er am 14. August 1823 Cornelia Udall (* 1806), Tochter von Prudence Carll und Dr. Richard Udall, und wurde 1825 zum Judge Advocate in der ersten Division der New York State Infanterie ernannt.
Politisch gehörte er der Demokratischen Partei an. Bei den Kongresswahlen des Jahres 1842 wurde Strong im ersten Wahlbezirk von New York in das US-Repräsentantenhaus in Washington, D.C. gewählt, wo er am 4. März 1843 die Nachfolge von Charles A. Floyd antrat. Da er im Jahr 1844 auf eine erneute Kandidatur verzichtete, schied er nach dem 3. März 1845 aus dem Kongress aus. Danach nahm er seine Tätigkeit als Anwalt wieder auf. Er war vom 7. Juni 1847 bis zum 1. Januar 1860 als Richter am New York Supreme Court für den zweiten Gerichtsbezirk tätig. Zwei Jahre nach dem Ende des Bürgerkrieges nahm er an der verfassunggebenden Versammlung von New York teil. Er verstarb am 29. November 1872 in Setauket und wurde dann auf seinem Anwesen beigesetzt.